# Paul Walter Hauser
Pour les articles homonymes, voir Hauser.
Paul Walter Hauser est un acteur et catcheur américain né le 15 octobre 1986 à Grand Rapids aux États-Unis. 
Révélé en 2017, il est principalement connu pour avoir joué dans les films Moi, Tonya et Cruella du réalisateur Craig Gillespie, ainsi que le drame Le Cas Richard Jewell de Clint Eastwood.

## Biographie
Paul Walter Hauser est né le 15 octobre 1986 à Grand Rapids, États-Unis.
Ses parents sont Deborah Hauser et Paul Hauser. Ce dernier est pasteur luthérien.

### Vie privée
Il est marié à Amy Elizabeth Boland, depuis le 23 juillet 2020. En avril 2021, ils accueillent leur premier enfant, Harris Boland Hauser. 

## Carrière
En 2017, il collabore pour la première fois avec le réalisateur australien Craig Gillespie sur le biopic Moi, Tonya, qui revient sur la vie mouvementée de l'ex-patineuse Tonya Harding et notamment ses rapports compliqués avec sa mère et sa présumée participation à l'affaire Nancy Kerigan.
Ce premier drame hollywoodien lui permet d'évoluer aux côtés d'acteurs déjà reconnus par les critiques. En effet, il donne la réplique à l'actrice Margot Robbie, qui interprète le rôle de Tonya Harding, Allison Janney, qui joue la mère de cette dernière, et Sebastian Stan. Il y tient le rôle de Shawn Eckardt, l'ancien garde du corps de Tonya avant sa chute et à l'origine des attaques sur Nancy Kerrigan. À sa sortie en salles, le film reçoit des critiques très positives.
Il est par la suite nommé pour plusieurs prix dont les Oscars et les Goldens Globes. Le long-métrage permet à l'acteur américain de mieux se faire connaître auprès du public.
Il poursuit ensuite par une brève apparition dans la série Superstore avant d'apparaître dans la comédie chorale : Super Troopers 2, puis dans le téléfilm A Midsummer's Nightmare adapté d'une pièce de William Shakespeare où il donne la réplique à Courtney Love. L'année suivante, il apparaît dans le drame historique BlacKkKlansman : J'ai infiltré le Ku Klux Klan du réalisateur Spike Lee qui a pour vedettes Adam Driver et John-David Washington. Présenté d'abord au Festival de Cannes, le film est lui aussi un grand succès critique et commercial.
On le retrouve ensuite dans la comédie Late Night de la réalisatrice Nisha Ganatra portée par les actrices Emma Thompson et Mindy Kaling. Il y interprète alors le rôle d'un employé qui travaille pour une célèbre journaliste jouée par Emma Thompson. Contrairement à ses précédents projets, celui-ci reçoit des critiques assez mitigées. Il apparaît ensuite dans le drame indépendant Beats où il a un rôle plus important.
En 2019, le cinéaste Clint Eastwood lui offre l'occasion d'être la tête d'affiche de son prochain film, Le Cas Richard Jewell. Le film bénéficie d'un très bel accueil et les performances qu'offrent Kathy Bates et Paul Walter Hauser sont très bien accueillies par la presse. Par exemple, le site Écran large décrit l'acteur comme étant « doté d'une partition subtile »,.
En 2022, il interprète le meurtrier américain Larry Hall dans la mini-série policière Black Bird. Il obtient un Golden Globe et un Emmy Award pour sa prestation saluée par la critique.

## Filmographie

### Cinéma

#### Longs métrages
- 2010 : Virginia de Dustin Lance Black : Dale
- 2011 : Demoted de James B. Rogers : Un vendeur
- 2013 : iSteve de Ryan Perez : Pastey Jones
- 2013 : Quad de Michael Uppendahl : Trent
- 2017 : Moi, Tonya (I, Tonya) de Craig Gillespie : Shawn Eckhardt
- 2017 : Locked Away de  : Un DJ
- 2018 : BlacKkKlansman : J'ai infiltré le Ku Klux Klan (BlacKkKlansman) de Spike Lee : Ivanhoe
- 2018 : Super Troopers 2 de Jay Chandrasekhar : Lonnie Laloush
- 2019 : Le Cas Richard Jewell (Richard Jewell) de Clint Eastwood : Richard Jewell
- 2019 : Late Night de Nisha Ganatra : Mancuso
- 2019 : Beats de Chris Robinson : Terrence
- 2020 : Eat Wheaties! de Scott Abramovitch : James
- 2020 : Da 5 Bloods : Frères de sang (Da 5 Bloods) de Spike Lee : Simon
- 2020 : Songbird d'Adam Mason : Max
- 2021 : Cruella de Craig Gillespie : Horace Badun
- 2021 : Silk Road de Tiller Russell : Curtis Clark Green
- 2021 : Queenpins d'Aron Gaudet et Gita Pullapilly  : Ken
- 2022 : National Anthem de Tony Tost : Lefty Ledbetter
- 2022 : Delia's Gone de Robert Budreau : Agent de police Bo
- 2024 : Vice-versa 2 (Inside Out 2)  de Kelsey Mann : Embarras (voix)
- 2024 : The Instigators de Doug Liman : Booch
- 2025 : Les Quatre Fantastiques : Premiers pas (The Fantastic Four: First Steps) de Matt Shakman : Harvey Elder / L'Homme-taupe
- 2025 : Y a-t-il un flic pour sauver le monde ? (The Naked Gun) d'Akiva Schaffer : le capitaine Ed Hocken Jr.
- 2025 : Deliver Me from Nowhere de Scott Cooper : Mike Batlan
- 2025 : Americana de Tony Tost : Lefty Ledbetter

#### Courts métrages
- 2012 : ...Forgotten, Detroit. de Rick Boven : Davis
- 2017 : Kiss Me When I’m Down de lui-même : Robert
- 2017 : The Corridor Defended de Daniel Zagayer : Frog
- 2019 : Sheep de Jonathon Pawlowski : Sandy
- 2019 : Heirloom de lui-même : Ralph

### Télévision

#### Séries télévisées
- 2010 : Philadelphia (It's Always Sunny in Philadelphia) : Richie
- 2010 : Community : Un étudiant
- 2013 : Key & Peele : Un homme obèse
- 2013 : D.I.R.T. Comedy : Juggalo
- 2013 - 2014 : Betas : Dashawn
- 2014 - 2017 : Kingdom : Keith
- 2015 : Night Shift (The Night Shift) : Oren Edward
- 2015 : Blunt Talk
- 2017 : Superstore : Vince
- 2018 - 2019 : Unbreakable Kimmy Schmidt : Tripp Knob
- 2019 - 2025 : Cobra Kai : Raymond « La Rascasse » Porter
- 2020 : Reno 911, n'appelez pas ! (Reno 911!) : Jeffy Renee Chisholm
- 2021 : Calls : Floyd (voix)
- 2022 : The Afterparty : Travis
- 2022 : Black Bird : Larry Hall

#### Téléfilms
- 2010 : Lee Mathers de Larry Charles : Keanu
- 2017 : A Midsummer's Nightmare de Gary Fleder : Nick Bottoms
- 2018 : No Apologies de Sanaa Hamri : Daniel Cohen

## Voix francophones
En France, Christophe Lemoine est la voix régulière de Paul Walter Hauser. Jérôme Wiggins l'a également doublé à cinq reprises.
Au Québec, Stéphane Rivard est la voix régulière de l'acteur. Bruno Marcil et Martin Rouette ont également prêté leur voix pour Paul Walter Hauser dans un film chacun.

## Distinctions

### Récompenses
- Golden Globes 2023 : Meilleur acteur dans un second rôle dans une mini-série, une anthologie ou un téléfilm pour Black Bird